# Manettia auratifolia
Manettia auratifolia är en måreväxtart som beskrevs av Silva Manso. Manettia auratifolia ingår i släktet Manettia och familjen måreväxter. Inga underarter finns listade i Catalogue of Life.